# Le ragazze di Harvey
Le ragazze di Harvey (The Harvey Girls) è un film del 1946 diretto da George Sidney.

## Trama

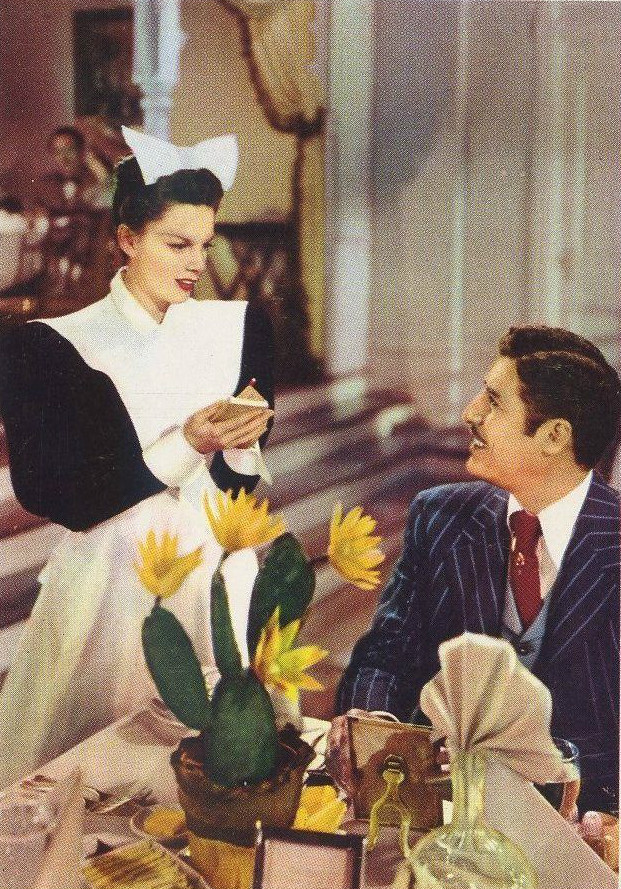
Judy Garland e John Hodiak al ristorante

Un gruppo di "ragazze di Harvey", nuove reclute della catena di ristoranti di Fred Harvey, viaggia su un treno diretto a Sandrock. Nello stesso vagone viaggia la giovane Susan Bradley, anch'essa diretta a Sandrock per sposarsi con un uomo conosciuto per corrispondenza e che non ha mai incontrato.
Sfortunatamente, Susan scopre che il promesso sposo è un vecchio tutt'altro che attraente e che in realtà le lettere d'amore sono state scritte da Ned Trent, proprietario di un saloon che fa concorrenza ai ristoranti Harvey.
Nel locale di Trent, dove regna il gioco d'azzardo, si esibiscono ragazze succinte guidate dalla bionda Em.
Dopo una scontro con Ned, Susan decide di seguire le "ragazze di Harvey" e vendicarsi dell'uomo che l'ha presa in giro.

Scoppia la "guerriglia" fra i due locali e il socio d'affari di Trent, il giudice Sam Purvis, cerca in tutti i modi di far chiudere il ristorante avversario. Tra Ned e Susan nasce un sentimento che scatenerà la gelosia di Em, da tempo innamorata di Trent, e che porterà l'uomo a mettersi contro il giudice.
Purvis, avendo perso anche l'appoggio del suo socio, decide come ultima mossa di bruciare il ristorante Harvey. Ned offre quindi il suo saloon che viene trasformato in un ristorante, mentre Em e le ballerine lasciano la città.
Susan, credendo che anche Ned stia partendo, sale sul treno con Em, la quale, vedendo che Susan ama Trent alla follia e farebbe qualsiasi cosa per lui, ferma il treno e spinge la ragazza tra le braccia dell'uomo amato. Ned e Susan si sposano nel deserto, accompagnati dalle "ragazze di Harvey".

## Produzione

John Hodiak e Judy Garland in un'altra scena del film

Il film fu prodotto da Arthur Freed, associato a Roger Edens per la MGM con un budget stimato di 2.524.315 dollari. Venne girato in California all'Iverson Ranch di Chatsworth (Los Angeles) e negli studios della MGM al 10202 W. Washington Blvd. di Culver City; nello Utah, nella Monument Valley e nel New Mexico. Le riprese durarono dal 12 gennaio al 4 giugno 1945; per l'epoca, una produzione piuttosto lunga.
"The Harvey Girls" fu inizialmente pensato come un film drammatico per Lana Turner.
La Garland voleva recitare con Fred Astaire in Jolanda e il re della samba, diretto dall'allora marito Vincente Minnelli, e non era interessata alla parte. Il produttore Roger Edens riuscì a convincerla dicendo che la parte di Jolanda non era abbastanza grande per lei, e le promise che "ragazze di Harvey" sarebbe stato creato appositamente per mostrare il suo talento.
Per il ruolo di Em (poi andato alla Lansbury) era stata presa in considerazione Ann Sothern mentre per il ruolo del giudice Purvis era stato originariamente scelto Edward Arnold come annunciava la pubblicità apparsa su Hollywood Reporter nel dicembre 1944.

### Canzoni
Le canzoni furono scritte da Harry Warren (musica) e Johnny Mercer. Le musiche furono composte da Lennie Hayton:
- "In the Valley (Where the Evening Sun Goes Down)"
- "Wait and See"
- "On the Atchison, Topeka and the Santa Fe"
- "Oh, You Kid"
- "It's a Great Big World"
- "Swing Your Partner Round and Round"
- "The Wild, Wild West"
- "The Train Must Be Fed"

## Distribuzione
- Il film uscì - distribuito dalla Metro-Goldwyn-Mayer (MGM) - nelle sale americane il 18 gennaio 1946, in Italia il 4 giugno 1949.

### Data di uscita
IMDb
- USA	18 gennaio 1946
- Svezia	16 settembre 1946
- Francia	24 ottobre 1947
- Finlandia	19 dicembre 1947
- Italia	4 giugno 1949
- Hong Kong	9 marzo 1950
- Belgio	24 agosto 1950
- Paesi Bassi	24 agosto 1950

Alias
- The Harvey Girls	USA (titolo originale)
- A Batalha do Pó de Arroz	Portogallo
- A Harvey lányok	Ungheria
- As Garçonetes de Harvey	Brasile
- Harvey Girls	Svezia
- Juna kulkee länteen	Finlandia
- Le ragazze di Harvey	Italia
- Les Demoiselles Harvey 	Francia
- The Harvey Girls	Francia

## Riconoscimenti
- 1947 - Premio Oscar
  - Oscar per la migliore canzone